# فرودگاه سارمانی
فرودگاه سارمانی فرودگاهی عمومی واقع در شهر سارمانی در کشور روسیه است.